# اندیس پل غزنوی ۱
پل غزنوی ۱ یک اندیس غیرفلزی است که در حوالی شهر رامیان استان گلستان قرار دارد و مادهٔ معدنی موجود در آن، لاتریت است.سنگ میزبان این اندیس سنگ آهک است و دیرینگی آن به دوران پرموتریاس می‌رسد. 